# Tatsuki Seko
Tatsuki Seko (瀬古 樹?, Seko Tatsuki; Tokyo, 22 dicembre 1997) è un calciatore giapponese, centrocampista dello Stoke City.

## Carriera
Ha giocato nella prima divisione giapponese.

## Statistiche

### Presenze e reti nei club
Statistiche aggiornate al 12 dicembre 2023.
| Stagione                 | Squadra                  | Campionato               | Campionato | Campionato | Coppe nazionali | Coppe nazionali | Coppe nazionali | Coppe continentali | Coppe continentali | Coppe continentali | Altre coppe | Altre coppe | Altre coppe | Totale | Totale |
| Stagione                 | Squadra                  | Comp                     | Pres       | Reti       | Comp            | Pres            | Reti            | Comp               | Pres               | Reti               | Comp        | Pres        | Reti        | Pres   | Reti   |
| ------------------------ | ------------------------ | ------------------------ | ---------- | ---------- | --------------- | --------------- | --------------- | ------------------ | ------------------ | ------------------ | ----------- | ----------- | ----------- | ------ | ------ |
| 2019                     | Università Meiji         | -                        | -          | -          | CG              | 2               | 0               | -                  | -                  | -                  | -           | -           | -           | 2      | 0      |
| 2020                     | Yokohama FC              | J1                       | 33         | 2          | CdL             | 3               | 0               | -                  | -                  | -                  | -           | -           | -           | 36     | 2      |
| 2021                     | Yokohama FC              | J1                       | 33         | 1          | CG+CdL          | 0+5             | 0               | -                  | -                  | -                  | -           | -           | -           | 38     | 1      |
| Totale Yokohama FC       | Totale Yokohama FC       | Totale Yokohama FC       | 66         | 3          |                 | 8               | 0               |                    | -                  | -                  |             | -           | -           | 74     | 3      |
| 2022                     | Kawasaki Frontale        | J1                       | 13         | 0          | CG+CdL          | 2+1             | 1+0             | ACL                | 2                  | 0                  | SG          | 1           | 0           | 19     | 1      |
| 2023                     | Kawasaki Frontale        | J1                       | 28         | 1          | CG+CdL          | 6+5             | 2+2             | ACL                | 6                  | 1                  | -           | -           | -           | 45     | 6      |
| Totale Kawasaki Frontale | Totale Kawasaki Frontale | Totale Kawasaki Frontale | 41         | 1          |                 | 14              | 5               |                    | 8                  | 1                  |             | 1           | 0           | 64     | 7      |
| Totale carriera          | Totale carriera          | Totale carriera          | 107        | 4          |                 | 24              | 5               |                    | 8                  | 1                  |             | 1           | 0           | 140    | 10     |

## Palmarès

### Club

#### Competizioni nazionali
- Coppa dell'Imperatore: 1

Kawasaki Frontale: 2023
- Supercoppa del Giappone: 1

Kawasaki Frontale: 2024